# 鏡野町立上齋原幼稚園
鏡野町立上齋原幼稚園（かがみのちょうりつ かみさいばらようちえん）は、岡山県苫田郡鏡野町にある町立幼稚園。

## 沿革
- 1963年4月 - 上齋原村公民館に上齋原村立上齋原幼稚園創設
- 1981年4月1日 - 幼・小・中一貫の総合教育施設「上齋原学園」落成。
- 2005年3月1日 - 町村合併により鏡野町立上齋原幼稚園と改称

## 所在地
- 郵便番号：708-0601
- 住所：岡山県苫田郡鏡野町上齋原1320番地